# Фальк (коммуна)
Фальк (фр. Falck) — коммуна во французском департаменте Мозель региона Лотарингия. Относится к кантону Бузонвиль. Одна из наиболее крупных коммун кантона.

## География

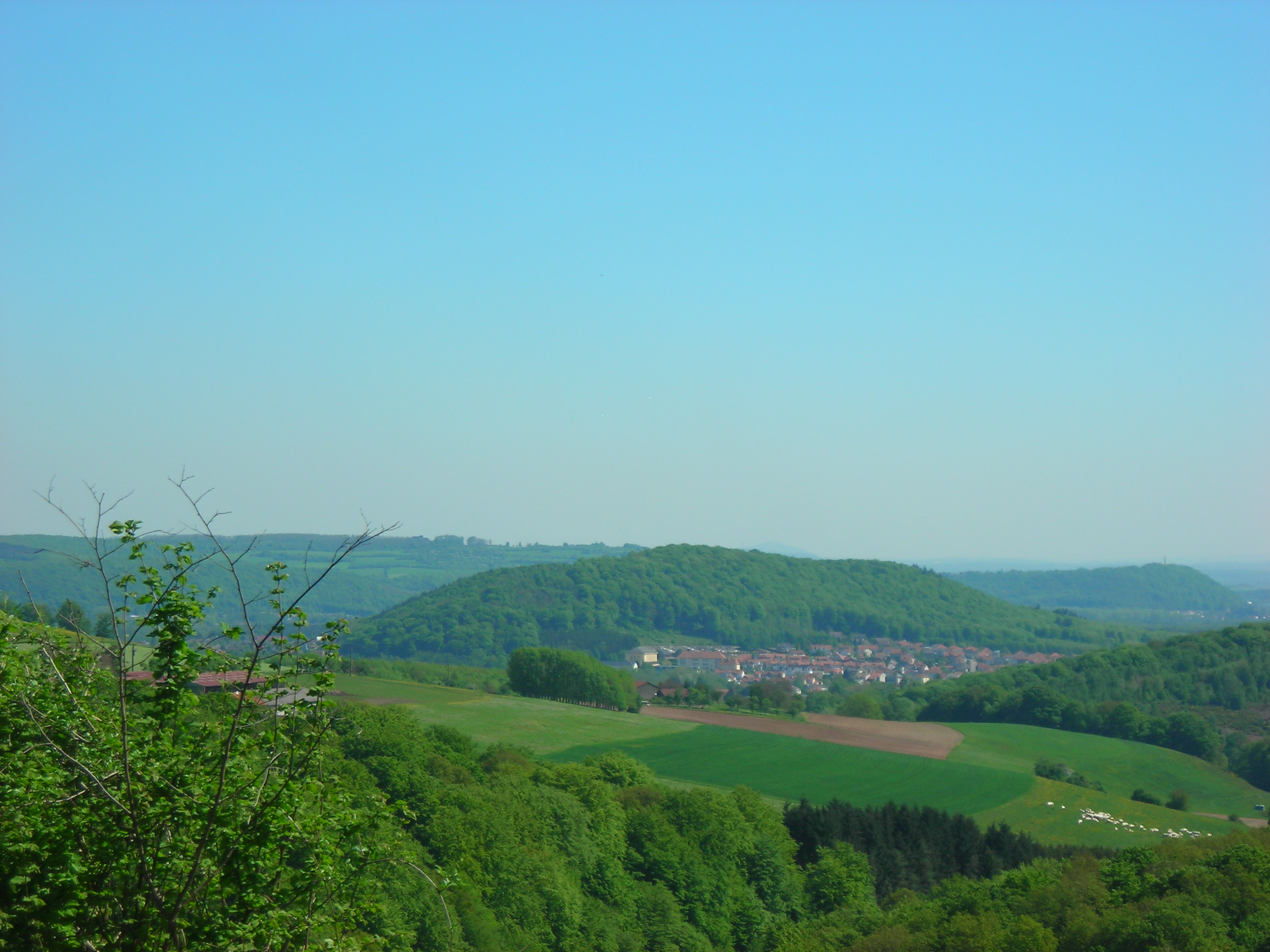
Панорама Фалька.

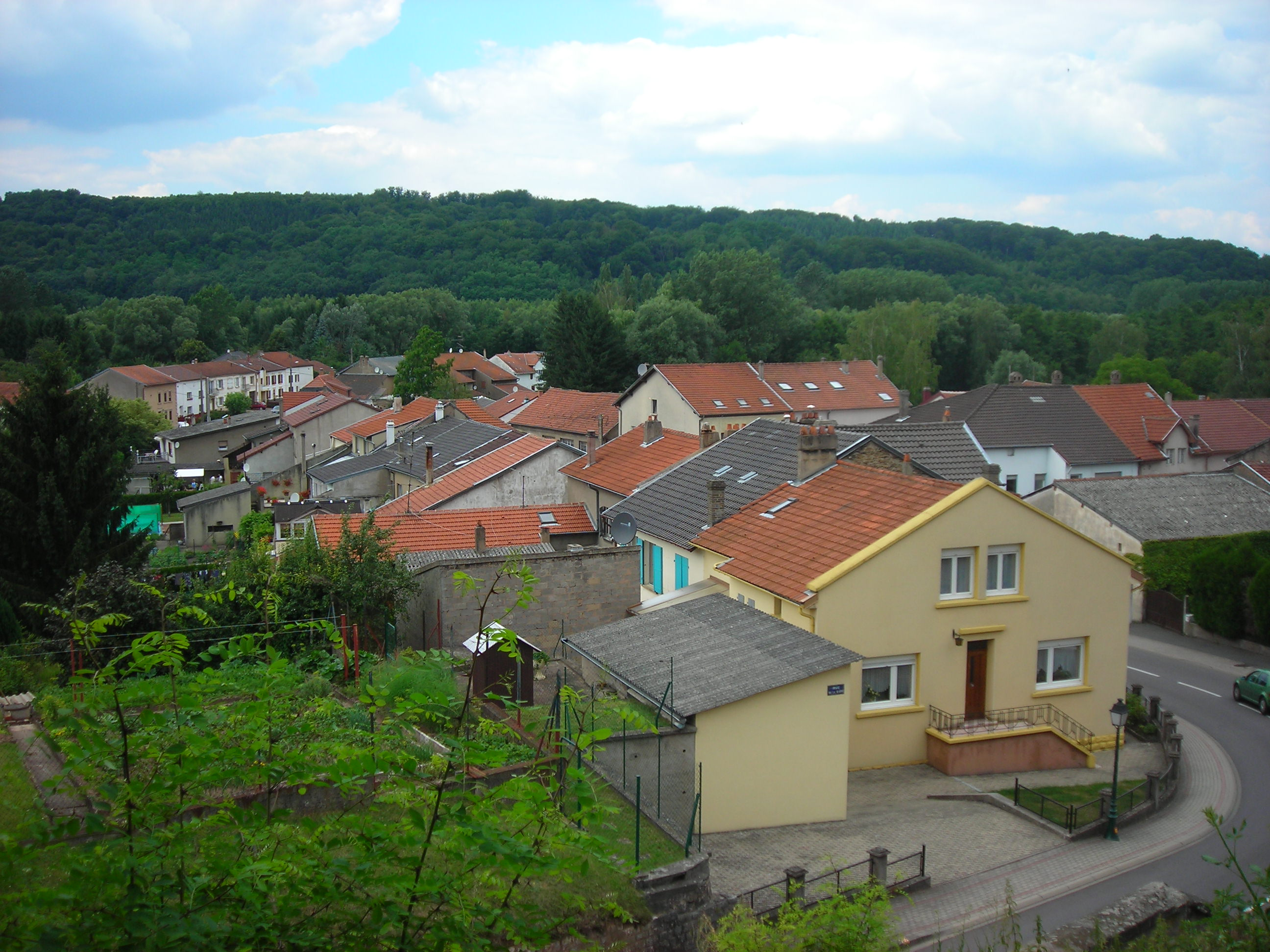
Вид на Фальк-виллаж.

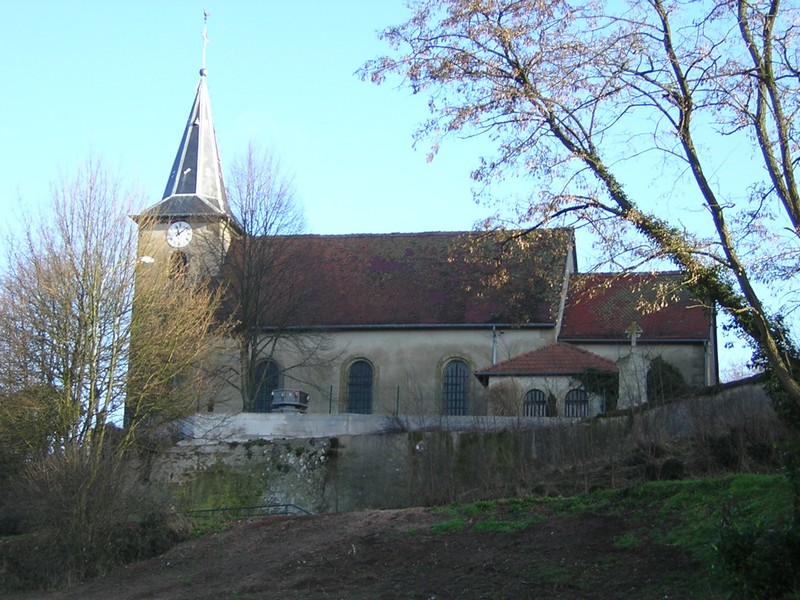
Церковь Сен-Брис.

Фальк расположен в 36 км к востоку от Меца в приграничном природном лесном регионе Варндт. Хотя Фальк административно является городом, он более напоминает большую деревню. Разделён на две части: Фальк-виллаж и Фальк-сите. В Фальк-виллаже находятся колледж и церковь Сен-Брис, в Фальк-сите расположены мэрия, городские службы и новая церковь.
Соседние коммуны: Ремерен на севере, Мертан и немецкий Иберхерн на востоке, Крётцвальд на юго-востоке, Кум на юго-западе, Аргартан-о-Мин и Тетершан на западе, Далан на северо-западе.

## История
- Следы галло-романской культуры.
- Бывшая деревня сеньората Варсбер.

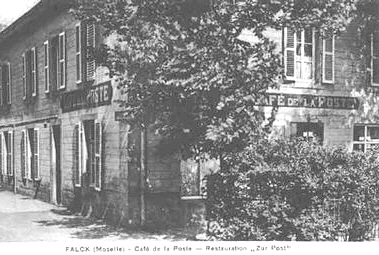
Здание почты в Фальк-сите. Начало XX века.

- С XIII века Фальк вошёл в герцогство Лотарингия.

## Демография
По переписи 2008 года в коммуне проживало 2586 человек.

## Достопримечательности
- Бывшая церковь Сен-Брис, 1752 года, ныне не действует. Расположена на самой высокой точки коммуны и доминирует над ней.
- Многочисленные пещеры, расположены на дороге, соединяющей виллаж и сите.
- Новая церковь в Фальк-сите, построена в 1951 году.